# Sender Diez-Geisenberg
Der Sender Diez-Geisenberg ist ein Füllsender des Südwestrundfunks (ehemals des Südwestfunks) für Hörfunk. Er befindet sich auf dem Geisenberg innerhalb des Stadtgebiets von Diez. Als Antennenträger wird ein freistehender Stahlfachwerkturm verwendet.

## Frequenzen und Programme

### Digitaler Höfunk (DAB+)
Für DAB+ hat der Sendestandort eine länderübergreifende Bedeutung. Neben dem SWR verbreitet von hier auch der hr seine Programme.
| Block                  | Programme | ERP (in kW) | Antennendiagramm rund (ND), gerichtet (D) | Gleichwellennetz (SFN) |
| ---------------------- | --- | ----------- | ----------------------------------------- | --- |
| 7B hr Radio (D__30122) | DAB+-Multiplex des HR: - hr1 Rhein-Main (Süd) (88 kbps) - hr1 Nordhessen (Nord) (88 kbps) - hr1 Mittelhessen (Mitte) (88 kbps) - hr2 (136 kbps) - hr3 Rhein-Main (Süd) (88 kbps) - hr3 Nordhessen (Nord) (88 kbps) - hr3 Mittelhessen (Mitte) (88 kbps) - hr4 Rhein-Main (Süd) (88 kbps) - hr4 Nordhessen (Nord) (88 kbps) - hr4 Mittelhessen (Mitte) (88 kbps) - YOU FM (88 kbps) - hr-iNFO (88 kbps) - hr EPG (32 kbps) - hr journaline (32 kbps) - hr TPEG (32 kbps) | 2           |                                           | - Nordhessen: Habichtswald, Hoher Meißner, Holzminden-Neuhaus, Haina/Hohes Lohr (geplant) - Osthessen: Heidelstein/Rhön, Kreuzberg, Rimberg, Schlüchtern, Bad Hersfeld (Wippershainer Höhe) (geplant) - Mittelhessen: Biedenkopf (Sackpfeife), Diez/Lahntal, Gießen (Dünsberg), Herborn-Burg, Driedorf/Höllberg (Westerwald), Hoherodskopf (Vogelsberg) (geplant) - Rhein/Main: Großer Feldberg (Taunus), Frankfurt (Europaturm), Gelnhausen (Schnepfenkopf), Hohe Wurzel, Mainz-Kastel - Südhessen: Darmstadt-Weiterstadt, Hardberg, Würzberg, Krehberg (Odenwald) (geplant) |
| 11A SWR RP (D__00217)  | DAB-Block des SWR: - SWR1 RP (96 kbps) - SWR Kultur (96 kbps) - SWR3 (Rheinland-Pfalz) (96 kbps) - SWR4 KL (88 kbps) - SWR4 KO (88 kbps) - SWR4 LU (88 kbps) - SWR4 MZ (88 kbps) - SWR4 TR (88 kbps) - DASDING (96 kbps) - SWR Aktuell (72 kbps) - bigFM (72 kbps) - RPR1. (überregional) (72 kbps) - Rockland Radio (überregional) (72 kbps) - EPG (24 kbps) - TPEG (16 kbps)                                                                                          | 2           |                                           | - Region Kaiserslautern: Bornberg, Kaiserslautern (Rotenberg), Kettrichhof, Zweibrücken - Region Koblenz: Ahrweiler (Schöneberg), Alf-Bullay, Altenahr (Oberes Ahrtal), Bad Marienberg, Betzdorf (Weißenstein), Diez, Koblenz (Dieblich-Waldesch), Linz am Rhein - Region Ludwigshafen: Weinbiet - Region Mainz: Bad Kreuznach (Bad Münster am Stein), Donnersberg, Mainz-Kastel, Oberdiebach (Lorch) - Region Trier: Bitburg, Bleialf, Daleiden, Haardtkopf, Idar-Oberstein, Kirn, Palzem, Schartenberg (Eifel), Niedersgegen, Saarburg, Traben-Trarbach, Trier (Markusberg) |

### Analoger Hörfunk (UKW)
| Frequenz (MHz) | Programm             | RDS PS   | RDS PI | Regionalisierung     | ERP (kW) | Antennendiagramm rund (ND)/gerichtet (D) | Polarisation horizontal (H)/vertikal (V) |
| -------------- | -------------------- | -------- | ------ | -------------------- | -------- | ---------------------------------------- | ---------------------------------------- |
| 87,9           | SWR4 Rheinland-Pfalz | SWR4_KO_ | D6A4   | Koblenz              | 0,1      | ND                                       | H                                        |
| 88,4           | SWR1 Rheinland-Pfalz | SWR1_RP_ | D3A1   | −                    | 0,1      | ND                                       | H                                        |
| 93,4           | SWR Kultur           | SWR_Kult | D3A2   | Rheinland-Pfalz      | 0,1      | ND                                       | H                                        |
| 98,2           | SWR3                 | __SWR3__ | D3A3   | Rheinland-Pfalz/Köln | 0,1      | ND                                       | H                                        |

### Analoges Fernsehen (PAL)
Vor der Umstellung auf DVB-T diente der Sendestandort weiterhin für analoges Fernsehen:
| Kanalnummer | Programmname | ERP (kW) |
| ----------- | ------------ | -------- |
| 11          | ARD (SWR)    | 0,0016   |